# Szent Miklós-fatemplom (Kishavas)
A Szent Miklós-fatemplom műemlékké nyilvánított épület Romániában, Kolozs megyében. A romániai műemlékek jegyzékében a  CJ-II-m-B-07717 sorszámon szerepel.